# Eupelmus epicaste
Eupelmus epicaste – gatunek błonkówki  z rodziny Eupelmidae.

## Zasięg występowania
Ameryka Północna, występuje na obszarze od Kanady po Gwatemalę.

## Biologia i ekologia
Podstawowymi żywicielami są błonkówki z rodziny zagładkowatych.